# Sphaerostephanos erwinii
Sphaerostephanos erwinii är en kärrbräkenväxtart som beskrevs av Holtt. Sphaerostephanos erwinii ingår i släktet Sphaerostephanos och familjen Thelypteridaceae. Inga underarter finns listade.